# Elena Bacaloglu
Elena Bacaloglu (n. 19 decembrie 1878, București, România – d. 1947, București, România) a fost o jurnalistă și politiciană română.

## Biografie
Elena Bacaloglu a fost căsătorită în 1897 cu Radu D. Rosetti dar au divorțat în același an. Elena Bacaloglu a fost o jurnalistă cunoscută inițial pentru căsătoria cu poetul Ovid Densușianu. După divorțul de acesta, Elena Bacaloglu s-a mutat în Italia și s-a căsătorit cu un italian. A devenit o susținătoare fermă a fascismului în curs de formare al lui Benito Mussolini. În 1921 a revenit în România și a dat naștere mișcării naționale fasciste italo-română, un grup care a adunat aproximativ 100 de membri și care a stabilit obiectivul de a consolida rădăcinile comune din cultura Italiei și a României, încercând, de asemenea, să propună un model ideologic extrem de similar cu fascismul italian.
Elena Bacaloglu a tradus în românește eseuri de Mussolini și Antonio Beltramelli (1879 - 1930). Ea a format în 1921 un partid fascist, Mișcarea Națională Fascistă Italo-Română. În 1923, mișcarea a fuzionat cu un alt partid, formând Fascia Națională Română. Contactele Elenei Bacaloglu cu Italia i-au permis să aibă o poziție de conducere în noul partid, în care, totuși, nu a obținut consensul dorit.
Elena Bacaloglu a fost una dintre cele două femei care au condus partide de inspirație fascistă în perioada interbelică. Cealaltă a fost englezoaica Rotha Lintorn-Orman⁠(d) (1895 - 1935), fondatoare a mișcării fasciste britanice în 1923.
De asemenea, ea a purtat o corespondență cu scriitorul Salvatore di Giacomo⁠(d).

## Opera literară

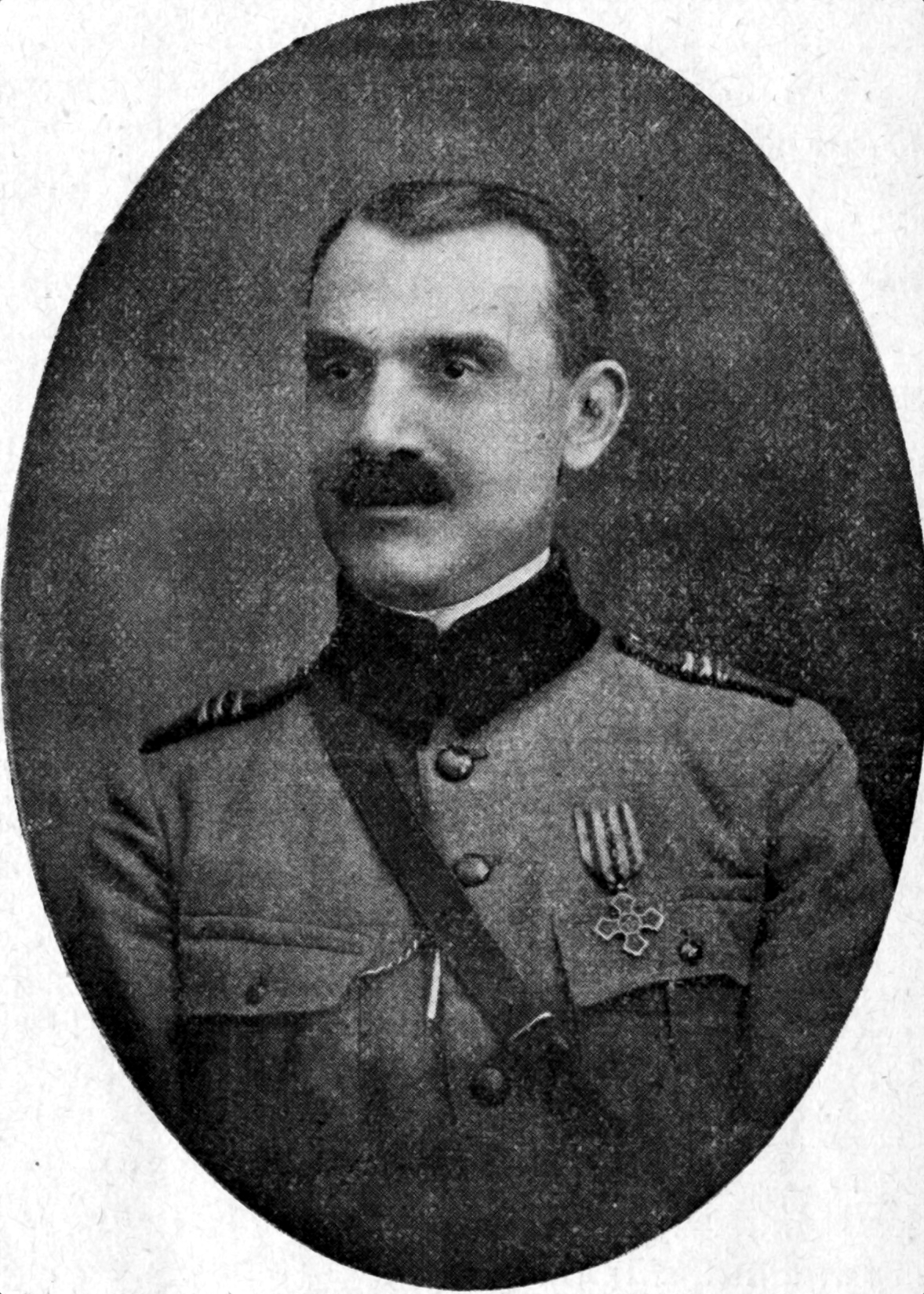
Colonelul George Bacaloglu, fondatorul revistei „Cele Trei Crișuri".

- Despre simbolism și Maeterlinck, București, 1903;
- În luptă, vol. I, București, 1906; vol. II: Două forțe, București, 1908;
- Naples et son plus grand poete, Neapole, 1911;
- Bianca Milesi e Giorgio Asachi, Roma, 1912;
- Preuves d’amour, prefață de Helene Vacaresco, București, 1914;
- Per la Grande Rumania, București, 1915;[9]
- Movimento nazionale fascista italo-rumeno, Milano, 1923.

Traduceri
- Carmen Sylva, Robia Peleșului, București, 1897.